# Nannophlebia antiacantha
Nannophlebia antiacantha är en trollsländeart som beskrevs av Maurits Anne Lieftinck 1963. Nannophlebia antiacantha ingår i släktet Nannophlebia och familjen segeltrollsländor. Inga underarter finns listade i Catalogue of Life.